# Леопардова акула
Леопардовата акула (Triakis semifasciata) е вид хрущялна риба от семейство Triakidae.

## Разпространение
Видът е разпространен в Мексико (Долна Калифорния, Синалоа и Сонора) и САЩ (Калифорния и Орегон).Достига размери : 90 до 150 см.